# Adriana Magali Matiz
Adriana Magali Matiz Vargas (Ibagué, 5 de octubre de 1975) es una política y abogada colombiana. En las elecciones legislativas de 2018 fue elegida representante a la Cámara por el Partido Conservador Colombiano en el departamento del Tolima y en el 2023 elegida Gobernadora por el mismo departamento.

## Biografía
Adriana Magali Matiz nació en la ciudad de Ibagué, Tolima el 5 de octubre de 1975. Es abogada egresada de la Universidad Santo Tomás, y especializada en Derecho Administrativo, Derecho Tributario y Aduanero, así como Magister en Gobierno municipal en la Universidad Externado de Colombia.
Fue elegida como contralora del municipio de Ibagué en el año 2004 por el Concejo Municipal de Ibagué siendo anteriormente la directora de Planeación de la Contraloría departamental. La Auditoría General de la República hizo un reconocimiento a la labor de Matiz Vargas por el buen desempeño en la Contraloría municipal.
Fue gerente del Instituto de Financiamiento, Promoción y Desarrollo de Ibagué - Infibagué. Se desempeñó como asesora jurídica del municipio de Coello en 2013. En 2014, fue gerente de campaña al Senado del exdirector del ICA Luis Fernando Caicedo en el partido Centro Democrático. Trabajó en la Unidad de trabajo legislativo del senador Ernesto Macias Tovar hasta que en 2016 Óscar Barreto, gobernador del Tolima la designó como Secretaria de Inclusión social del departamento; fue representante a la Cámara por el Partido Conservador Colombiano en el departamento del Tolima.
El 29 de octubre de 2023 se convierte en la nueva gobernadora del Tolima tras vencer en las elecciones regionales con 352.178 votos y su posesión fue el 1 de enero de 2024.

## Trayectoria política
En las elecciones legislativas de 2018 fue elegida como Representante a la Cámara en el Tolima por el Partido Conservador. En el Congreso de la República integró la Comisión Primera Constitucional Permanente, la Comisión Legal para la Equidad de la Mujer, Coordinadora de la Comisión Accidental de Seguimiento a la Crisis Migratoria de Venezuela, la Comisión Accidental sobre la Reforma al Sector Textil y la Comisión Accidental sobre la Reforma a la Justicia.
Como congresista, Matiz se opuso al consumo recreativo de la marihuana por considerar que traerían efectos nocivos para el sistema de salud colombiano así como el incremento de consumo por parte de menores de edad, así como que la despenalización del consumo del cannabis y la facilidad con la que se puedan adquirir diversas sustancias psicoactivas, podría disminuir el riesgo percibido por algunos jóvenes en relación con las consecuencias sociales, emocionales o físicas que conlleva el consumo.
La representante por el Tolima, Adriana Matiz presentó proyecto de modificación a la constitución colombiana para proponer la cadena perpetua revisable para violadores y asesinos de niños. Dicho proyecto de Acto legislativo incluye la prisión perpetua revisable que implementa en la normatividad un control automático del superior jerárquico del juez para garantizar el derecho a la defensa.

### Candidatura a la Gobernación del Tolima
Para las elecciones locales de 2023 Adriana Magali Matiz presentó su nombre para ser candidata a la Gobernación del Tolima, respaldada por el senador Óscar Barreto y los Partidos Centro Democrático y Cambio Radical. En dicha elección compite, entre otros, con el exsenador Mauricio Jaramillo Martinez y el escritor tolimense William Ospina. Resultó ser la ganadora de dichas elecciones.

## Controversias

### Solidaridad con Alberto Santofimio
Adriana Magali Matiz, en julio de 2008, expresó su solidaridad con el exsenador Alberto Santofimio tras la investigación en su contra por el contra Luis Carlos Galán. En ese entonces, Matiz expresó ojalá la justicia brille y se demuestre que en este departamento fuimos decentes para elegir nuestros dirigentes.

#### Apoyo de Alberto Santofimio
En marzo de 2023 Adriana Magaly Matiz sostuvo un encuentro con Alberto Santofimio Botero, condenado por ser el instigador del asesinato del caudillo liberal Luis Carlos Galán, en el centro de la ciudad de Ibagué.
"Me senté a su lado, él habló y dio unas declaraciones a título individual y yo lo escuché con respeto, como hago con todas las personas. Yo no soy quién para juzgar el pasado de una persona, no puedo responder por las acciones que él haya cometido en años anteriores y si él ahora quiere apoyar mis propuestas está en todo su derecho; pero reitero que el doctor Santofimio no forma parte oficial de mi campaña" Adriana Magaly Matiz a El Tiempo.
El apoyo de Santofimio Botero fue rechazado por figuras importantes el escenario nacional como el hijo de Luis Carlos Galán, Juan Manuel Galán, el excandidato presidencial Federico Gutiérrez y el presidente del Congreso de la República Roy Barreras.

### Investigación de la Procuraduría
La Procuraduría General de la Nación en el 2012 le formuló pliego de cargos por destinar rentas por concepto de alumbrado público para fines diferentes a este servicio. De acuerdo con la investigación, a pesar de existir norma municipal que establece la prohibición de destinar los recursos provenientes del impuesto de alumbrado público a fines distintos a este servicio, la entonces gerente, al parecer, autorizó parte de los mismos para atender gastos de administración como pago de asesores jurídicos externos, asesoría en materia administrativa, suministro de materiales, elementos de papelería, entre otros.